# آندره اوژن بلوندل
آندره اوژن بلوندل (فرانسوی: André-Eugène Blondel‎ زاده ۲۸ اوت ۱۸۶۳ - مرگ ۱۵ نوامبر ۱۹۳۸) یک مهندس فرانسوی و فیزیکدان بود. او مخترع نوسان‌نگار الکترومکانیکی و یک سیستم واحدهای نورسنجی برای اندازه‌گیری است.

## زندگی
بلوندل در شومون، اوت مارن فرانسه به دنیا آمد پدر او یک بازپرس از یک خانواده قدیمی در شهر دیژون بود. او بهترین دانش آموز شهر در میان هم دوره ای‌هایش بود. او به مدرسه ملی پل‌ها و جاده‌ها رفت و برای اولین بار در کلاس خود در سال ۱۸۸۸ فارغ‌التحصیل شد. او به عنوان یک مهندس خدمات فانوس‌های دریایی و چراغ استخدام شد تا زمانی که در سال ۱۹۲۷ به عنوان بازرس کلاس اول بازنشسته شد. او استاد برق مدرسهٔ پل‌ها و بزرگراه‌ها و دانشکده معدن در پاریس شد.
خیلی زود او فلج شد که او را ۲۷ سال خانه‌نشین کرد اما هرگز دست از کار برنداشت.
در سال ۱۸۹۳ به دنبال حل مشکل سنکرون سازی کامل از نظریهٔ ماری آلفرد در کورنو استفاده کرد و شرایطی را بدست آورد که در آن منحنی ترسیم شده توسط دستگاهی با سرعت بالا تغییرات حقیقی پدیده‌های فیزیکی مورد مطالعه را دنبال می‌کرد.
بلوندل نظریهٔ یکسوکننده با الکترود نامتقارن را ارائه داد. او نشان داد سه نوع قوس الکتریکی داریم:قوس اصلی ویلیام دادل، قوس ثانویهٔ ولادیمیر پولسن و تخلیهٔ جانشینی نوسانی
در سال ۱۸۹۲ کتابی در بارهٔ مطالعهٔ اتصال ژنراتور سنکرون به خط انتقال منتشر کرد.
در سال ۱۸۹۴ پیشنهاد استفاده از واحد اندازه‌گیری لومن و دیگر واحدهای اندازه‌گیری در نورسنجی بر اساس متر و ژول و شمع را داد.
در سال ۱۸۹۹ کتابی تحت عنوان «نظریهٔ تجربی ماشین سنکرون» شمل نظریهٔ پایهٔ واکنش آرمیچر (عرضی و طولی) منتشر کرد؛ که به‌طور گسترده برای بررسی ماشین‌های جریان متناوب قطب برجسته مورد استفاده قرار گرفت.\
در سال ۱۹۰۹ روی پروژهٔ احداث اولین خط انتقال بلند جریان متناوب کار کرده‌است. در این پروژه بزرگ ۳۰۰٫۰۰۰ اسب بخار از نیروگاه برق آبی جنسیات بر رود رون، به صورت انرژی الکتریکی به پاریس بیش از ۳۵۰ کیلومتر با استفاده از سیستم چند فاز با ولتاژ ۱۲۰ کیلو ولت انتقال می‌یافت.
حدود سال ۱۹۲۰ او واحدهای فوت و استیل را ابداع کرد.